# The World According to Gob
The World According to Gob — третий студийный альбом канадской панк-рок-группы Gob, выпущенный 23 января 2000 с синглами «I Hear You Calling», «For the Moment», и «No Regrets». Песня «I Hear You Calling» была использована в игре NHL 2002.
2 мая 2002 года Канадская ассоциация звукозаписывающих компаний присвоила альбому золотой статус.

## Список композиций
| №   | Название                 | Длительность |
| --- | ------------------------ | ------------ |
| 1.  | «For the Moment»         | 3:29         |
| 2.  | «I Hear You Calling»     | 4:31         |
| 3.  | «No Regrets»             | 2:34         |
| 4.  | «Everyone Pushed Down»   | 3:07         |
| 5.  | «Pinto»                  | 2:38         |
| 6.  | «Looking for California» | 3:59         |
| 7.  | «Sleepyhead»             | 4:01         |
| 8.  | «Ex-Shuffle»             | 2:42         |
| 9.  | «That's the Way»         | 2:45         |
| 10. | «Been so Long»           | 3:14         |
| 11. | «144»                    | 3:17         |
| 12. | «Can I Resist»           | 2:30         |
| 13. | «Desktop Breaking»       | 3:02         |
| 14. | «Perfect Remedy»         | 7:37         |

## Участники записи
| Gob - Том Такер — гитара/вокал/бэк-вокал - Тео Гуцинакис — гитара/бэк-вокал/вокал - Крэйг Вуд — бас-гитара/бэк-вокал - Гейб Мэнтл — ударные | Персонал - Василис — бэк-вокал - Нил Кинг — продюсер, инженер, миксинг, бэк-вокал - Блэйр Калибаба — инженер, миксинг - Шелдон Захарко — инженер - Стефани Хилл — инженер - Шон Тингволд — инженер - Эдди Шрейер — мастеринг |